# Morti nel 1438
| Questa pagina contiene informazioni ricavate automaticamente dalle voci biografiche con l'ausilio del template Bio e di un bot. L'aggiornamento è periodico e automatico e ricostruisce completamente la pagina. Se manca una persona in questa lista, sei pregato di non aggiungerla, ma accertati piuttosto che la sua voce biografica contenga il template Bio e che i dati anagrafici siano correttamente compilati. Se il template Bio manca, inseriscilo tu stesso o, in alternativa, metti l'avviso {{tmp\|Bio}} che ne segnala la mancanza. Se i dati riportati sono sbagliati, correggi direttamente la voce biografica; le modifiche saranno visibili in questa lista entro pochi giorni. Per chiarimenti vedi il progetto biografie. La lista contiene solo le 37 persone che sono citate nell'enciclopedia e per le quali è stato implementato correttamente il template Bio. Pagina aggiornata al 2 mag 2025. |

- 21 febbraio - Qavam al-Din Shirazi, architetto persiano
- 24 aprile - Humphrey FitzAlan, XV conte di Arundel, nobile inglese (n. 1429)
- 14 maggio - Matilde di Savoia, nobile italiana
- 29 maggio - Federico de Luna, nobile
- 29 maggio - Giordano Orsini, cardinale e arcivescovo cattolico italiano
- 2 giugno - Riccardo di Dreux, nobile francese
- 7 giugno - Barsbāy, sultano egiziano
- 25 giugno - Olaus Laurentii, religioso svedese
- 2 luglio - Ernesto di Baviera-Monaco, duca (n. 1373)
- 3 luglio - Guido I Aldobrandeschi, conte italiano (n. 1386)
- 13 agosto - Johannes Nider, religioso tedesco (n. 1380)
- 17 agosto - Angiolo Agostino Mazzinghi, religioso italiano (n. 1377)
- 19 agosto - Maria di Valois, principessa e badessa francese (n. 1393)
- 9 settembre - Edoardo del Portogallo, re (n. 1391)
- 10 settembre - Antonio Godi, notaio italiano
- 24 settembre - Giacomo II di Borbone-La Marche, sovrano francese (n. 1370)
- 9 ottobre - Caterina Colonna, nobile italiana
- 17 ottobre - Pietro di Trastámara, principe (n. 1406)
- 21 ottobre - Jacopo della Quercia, scultore italiano
- 28 ottobre - Pietro Loredan, militare e politico italiano (n. 1372)
- 14 novembre - Carlo II Malatesta, nobile e condottiero italiano
- Simone De Mari, nobile italiano (n. 1378)
- Leonardo Delfini, vescovo cattolico italiano
- Khedrup Je, monaco buddhista tibetano (n. 1385)
- Caterina Gonzaga di Novellara, nobile italiana
- Perrinet Gressart, militare e politico francese
- Jean de Cambrai, scultore francese
- Keo Phim Fa, sovrano laotiano (n. 1343)
- Kham Keut, sovrano laotiano
- Guido Memo, vescovo cattolico italiano
- Simone de' Prodenzani, poeta e letterato italiano (n. 1351)
- Stefano Quadrio, condottiero italiano (n. 1376)
- Aimone da Romagnano, vescovo cattolico italiano
- Marino de Tocco, vescovo cattolico italiano
- Lapo da Castiglionchio il Giovane, umanista e traduttore italiano (n. 1406)
- Battista da Vicenza, pittore italiano
- Pier Maria I de' Rossi, nobile italiano (n. 1374)